# 仁穆王后
仁穆王后 金氏（じんぼくおうこう きんし、インモクワンフ キムシ、1584年 - 1632年）は、李氏朝鮮第14代国王宣祖の継室。仁穆大妃として知られている。本貫は延安。諡号は昭聖貞懿明烈正粛光淑荘定仁穆王后。

## 生涯
金悌男（キム・ジェナム）次女として生まれ多くの教育を受けて育てられる。宣祖35年（1602年）、正室である懿仁王后を亡くし、周囲の反対を押し切った宣祖と18歳で結婚、王妃になる。父・悌男は府院君の称号が与えられた。その後、貞明公主を出産、宣祖39年（1606年）に永昌大君を出産した。宣祖にとって待望の正室所生の男子、つまり嫡男であった。しかし、それは大きな災難の始まりでもあった。
やがて仁穆王后の生んだ永昌大君を推す小北派と、側室所生で仁穆王后より11歳上の光海君を推す大北派が次期国王の座を巡って争うようになる。宣祖41年（1608年）、世継ぎを指名しないまま宣祖は崩御。光海君が即位し、永昌大君の一派は一掃され、大妃となった仁穆王后は慶運宮に幽閉され息子とも離された。光海君6年（1614年）、永昌大君は幽閉先の江華島で蒸殺（焚刑）に処せられ、父・悌男は反逆罪で賜薬に処せられ、仁穆王后の親族はそれぞれ処刑や流罪にされた。そして、仁穆王后は大妃の地位を廃され側室の身分に降格、幽閉先に因んで「西宮」（ソグン）と呼ばれ、李爾瞻や金介屎をはじめとした光海君一派によって侮蔑されて6年間を過ごした。
その間、仁穆王后付の女官がその幽閉生活を後世に伝えるため『癸丑日記』を執筆し、後に宮廷文学の古典とされる。
光海君15年（1623年）3月、宮廷クーデター（仁祖反正）が起こり、仁穆王后は綾陽君（のちの仁祖）を推す西人派によって救出・解放されたと同時に名誉を回復、そして光海君は廃位され、大北派の中核だった李爾瞻と金介屎はそれぞれ大逆罪で処刑された。仁穆王后は光海君に対して殺意を覚えるほど激しい憎悪を抱いたといわれる。
仁祖10年（1632年）崩御、享年48歳。

## 家族関係
曽祖父の金安道は、世宗の娘 貞懿公主の曾孫に当たる。よって、王后自身は世宗の子孫であり、夫 宣祖とは遠縁にあたる。
- 父:金悌男(延興府院君 1562-1613)
- 母:光山府夫人 光州盧氏(1557-1637)
- 夫:李氏朝鮮 第14代国王 宣祖
- 兄弟:キム・レ
- 甥:金天錫、金君錫
- 子女
  - 長女:貞明公主(1603-1685)　永安尉 洪柱元に降嫁。7男1女をもうけた。
    - 22代 正祖、23代 純祖、24代 憲宗は仁穆王后の血を引いている。正祖の生母 恵慶宮洪氏は、貞明公主の次男 洪萬容の玄孫に当たるためである。また、正祖の側近洪国栄、正祖の側室元嬪洪氏兄妹も仁穆王后の血を引いている(貞明公主の三男 洪萬衡の来孫に当たるため)。

  - 次女:公主(1604)　早世。
  - 長男:永昌大君(1606-1614)

## 仁穆王后が登場する作品

### テレビドラマ
- 宮廷女官キム尚宮（1995年、KBS） - 演：イ・ボヒ（朝鮮語版）（キム・ウナという名前で設定されている。）
- ホジュン 宮廷医官への道（1999年-2000年、MBC） - 演：ホン・ウニ（朝鮮語版）
- ホ・ギュン 朝鮮王朝を揺るがした男（2000年-2001年、KBS） - 演：イ・ヒョンギョン（俳優）（朝鮮語版）
- 王の女（2003年、SBS） - 演：ホン・スヒョン
- ホジュン〜伝説の心医〜（2013年、MBC） - 演：ソ・イアン
- 王の顔（2014年-20158年、KBS） - 演：コ・ウォニ（朝鮮語版）
- 華政（2015年、MBC） - 演：シン・ウンジョン（朝鮮語版）
- ノクドゥ伝（2019年、KBS） - 演：オ・ハニ（朝鮮語版）
- ポッサム〜愛と運命を盗んだ男〜（2021年、MBN）- 演：ユン・ヨンミン（朝鮮語版）

### 小説
- 『柳生陰陽剣』、荒山徹（新潮文庫）

## 参考資料
- 『朝鮮王朝史 上』 李成茂著、日本評論社　2006年
- 『ホジュン 宮廷医官への道』公式ガイドブック 共同通信社　2007年